# Радіаційна безпека в гірничій промисловості
Радіаційна безпека в гірничій промисловості (рос. радиационная безопасность в горной промышленности, англ. radiation safety, radiological safety; нім. Strahlenschutzsicherheit f (im Bergbau)) – стан умов праці на об’єктах гірничої промисловості, при якому виключається можливість радіаційного переопромінювання робочого персоналу. Особлива увага дотриманню норми радіаційної безпеки приділяється на підприємствах з видобутку та переробки уранових руд. 
Радіаційний вплив відбувається через вдихання повітря, в якому є радіоактивні еманації (радон і т.п.), продукти їх розпаду та радіоактивний пил, за рахунок випромінювання від стін гірничих виробок чи відбитої гірничої маси. Основний захід боротьби – вентиляція. Для захисту органів дихання від пилу застосовують респіратори. Систематично проводиться дозиметричний контроль та медичний огляд працівників. 